# كول ستيوارت
كول ستيوارت (بالإنجليزية: Kohl Stewart)‏ هو لاعب كرة قاعدة أمريكي، ولد في 7 أكتوبر 1994 في هيوستن في الولايات المتحدة.

## وصلات خارجية
- كول ستيوارت على موقع دوري كرة القاعدة الرئيسي (الإنجليزية)
- كول ستيوارت على موقعبيزبول رفرنس.كوم (الدوري الرئيسي) (الإنجليزية)
- كول ستيوارت على موقعبيزبول رفرنس.كوم (الدوري الثانوي) (الإنجليزية)
- كول ستيوارت على موقع إي إس بي إن.كوم (أم.أل.بي) (الإنجليزية)
- كول ستيوارت على موقع مشجعي الرسوم البيانية (الإنجليزية)